# Paul Cellucci
Argeo Paul Cellucci, né le 24 avril 1948 à Hudson (Massachusetts) et mort le 8 juin 2013 dans la même ville, est un homme politique et un diplomate américain, membre du Parti républicain. Il est gouverneur du Massachusetts de 1997 à 2001 et ambassadeur américain au Canada de 2001 à 2005.

## Biographie
D'ascendance italienne et de religion catholique, Argeo Paul Cellucci est né à Hudson, dans le Massachusetts. Il est diplômé en droit du Boston College Law School. Entre 1970 et 1978, il sert dans la réserve de l'armée américaine.
De 1977 à 1985, il est élu à la Chambre des représentants du Massachusetts, puis il devient membre du Sénat de l'État de 1985 à 1991.
Élu en novembre 1990, il devient lieutenant-gouverneur du Massachusetts au côté du gouverneur William Weld en janvier 1991. Weld démissionne en juillet 1997 après sa nomination par Bill Clinton comme ambassadeur au Mexique, et Cellucci assure les fonctions de gouverneur par intérim. En novembre 1998, il est élu gouverneur et entre en fonction le 7 janvier 1999.
En avril 2001, il est nommé ambassadeur au Canada par le président George W. Bush et démissionne de ses fonctions. Jane Swift, au titre de lieutenant-gouverneur, lui succède alors comme gouverneur par intérim.
Dans ses fonctions diplomatiques, Cellucci est au centre des tensions diplomatiques entre les gouvernements de George Bush et du Premier ministre canadien Jean Chrétien. Il lui revient d'expliquer le point de vue américain sur l'invasion de l'Irak et sur l'affaire Maher Arar. En 2003, il prend à partie les autorités canadiennes en leur reprochant leur manque de soutien à la politique irakienne de Bush. Il indique que les États-Unis n'auraient jamais hésité à soutenir leur voisin canadien si ce dernier devait faire une guerre pour garantir sa sécurité. Il met aussi en garde le Canada contre les conséquences de leur prise de positions hostiles au bouclier antimissile nord-américain et contre les conséquences de la dépénalisation de la marijuana.
Le 17 mars 2005, Cellucci démissionne de son poste d'ambassadeur pour devenir le vice-président de Magna Entertainment afin d'aider à la réforme de la législation américaine en matière de course de chevaux et de paris. David Wilkins lui succède au poste d'ambassadeur.
Cellucci rédige un livre de souvenirs sur ses années comme ambassadeur intitulé Unquiet Diplomacy, a Memoir of His Time as Ambassador où il reprend ses critiques contre le gouvernement de Jean Chrétien. 
Il meurt le 8 juin 2013 d'une sclérose latérale amyotrophique, à l'âge de 65 ans.

## Vie privée
Marié, Paul Cellucci a eu deux filles, dont Anne, qui épouse Craig Adams, joueur de hockey sur glace, le 26 juillet 2003.